# Braquiblast

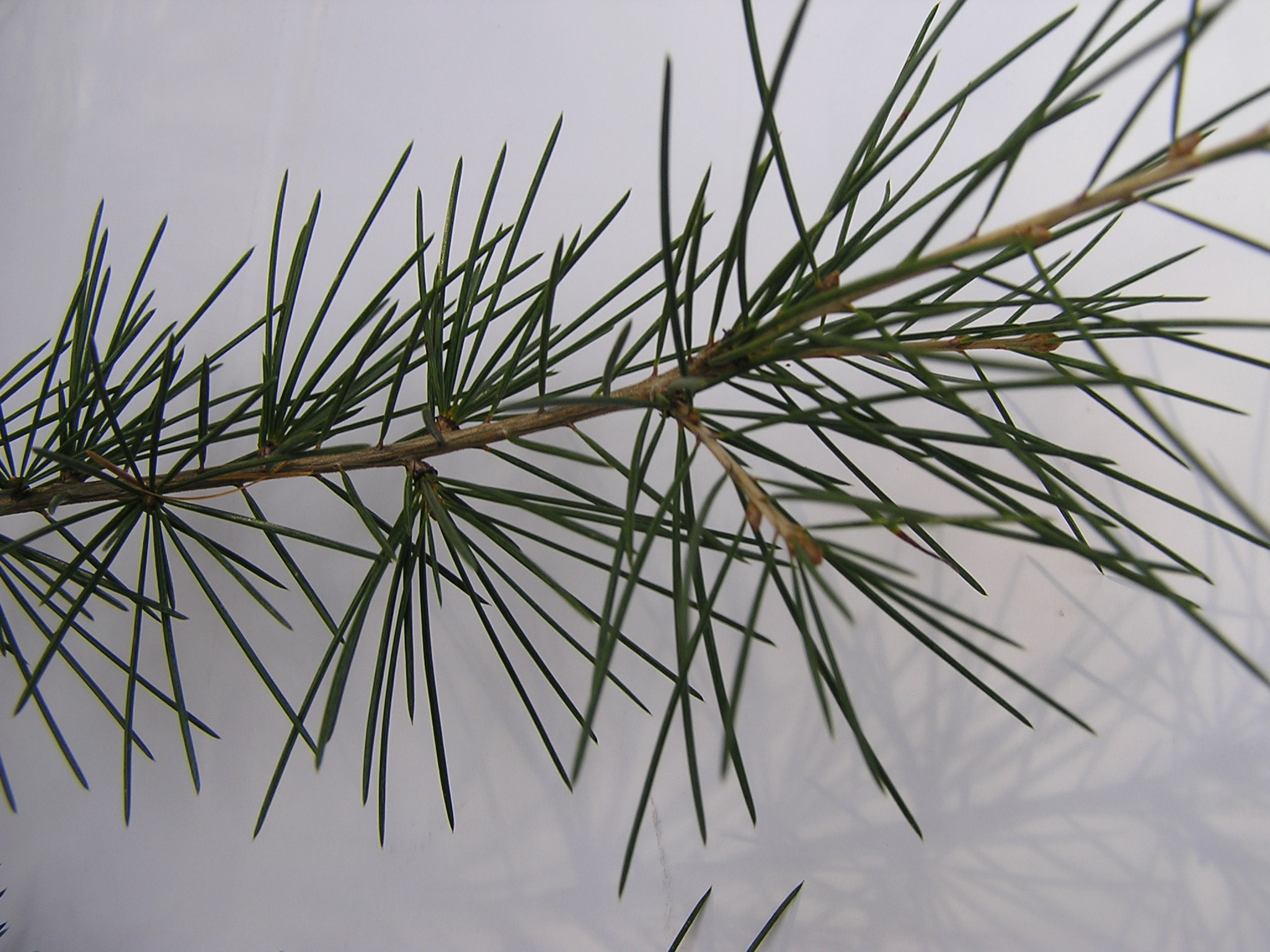
Les fulles del Cedrus deodara s'insereixen en grups en un braquiblast.

Un braquiblast en botànica és una petita branca o tija molt curta de creixement definit (limitat), especialment d'entrenusos molt curts i fulles, per tant, acostades, sovint formant una roseta, tal com les que porten els flocs de fulles aciculars dels cedres o dels pins.
La flor de les angiospermes, per exemple, és un braquiblast que porta les distintes peces típiques d'una flor: sèpals, pètals, estams i carpels.